# Vila Cova à Coelheira (Seia)
Vila Cova à Coelheira (häufig nur kurz Vila Cova) ist eine Ortschaft und Gemeinde in Portugal. Einige Flüsse und Bäche im Gemeindegebiet bieten Bademöglichkeiten an Flussschwimmbädern, insbesondere am Rio Alva.

## Geschichte
Einige Funde deuten auf eine vorgeschichtliche Besiedlung. Die Römer hinterließen hier eine Römerbrücke. Der heutige Ort entstand vermutlich erst im Verlauf der mittelalterlichen Reconquista. Die früheste dokumentierte Erwähnung des Ortes stammt aus dem Jahr 1138. Stadtrechte erhielt der Ort in der ersten Hälfte des 16. Jahrhunderts (1514 oder 1519) durch König D. Manuel I. 
Vila Cova à Coelheira blieb Sitz eines Kreises bis zu den Verwaltungsreformen nach der Liberalen Revolution 1822 und dem folgenden Miguelistenkrieg 1834. Es gehörte danach  zu Sandomil, bis 1855 auch dieser Kreis aufgelöst und Seia angegliedert wurde.

## Verwaltung
Vila Cova à Coelheira ist eine Gemeinde (Freguesia) im Kreis (Concelho) von Seia, im Distrikt Guarda. Sie hat 355 Einwohner auf einer Fläche von 7,7 km² (Stand 19. April 2021).